# Mahongwe
Mahongwe ist eine Bantusprache und wird von circa 1000 Menschen in Gabun im Nordosten der Provinz Ogooué-Ivindo gesprochen (Zensus 2000).
Mahongwe gilt als bedrohte Sprache.

## Klassifikation
Mahongwe ist eine Nordwest-Bantusprache und gehört zur Kele-Gruppe, die als Guthrie-Zone B20 klassifiziert wird.